# توب نايف
توب نايف (بالهولندية: Top Naeff) (1878-1953) هي كاتبةٌ هولندية.

## حياتها
كانت توب الطفلة الوحيدة لأبوين صارمين، كما لم تتفوق في المدرسة الثانوية. تزوجت من طبيب العائلة، لكنها وقعت لاحقًا في حب المخرج والممثل ويليم رويدس، ولكنه كان متزوجًا ولم يرد الزواج بها كما أرادت.
تحكي روايتها الأولى تحت عنوان "School Idylls"‏ (1900) قصة اليتيمة المراهقة جيت فان مارلي، التي ترعرعت على يد خالها بلا حب. الرواية مستوحاة من لويزا ماي ألكوت وتاين فان بيركين [الإنجليزية]. أما في روايتها الأولى للكبار "At the Gate"‏ (1912)، أصيبت بطلة الرواية ليسبيث فان لاندشوت بالإحباط بسبب شغفها الشديد برجلٍ غير مدركٍ لمشاعرها.

## أعمالها
- Schoolidyllen [School Idylls]، عام 1900
- Oogst، عام 1900
- De tweelingen، عام 1901
- 't Veulen، عام 1903
- De dochter، عام 1904
- In den dop، عام 1906
- De stille getuige، عام 1906
- Voor de poort [At the Gate]، عام 1912
- Vriendin، عام 1920
- Charlotte von Stein: een episode، عام 1921
- Voorbijgangers: vier verhalen، عام 1925
- Voorbijgangers، عام 1925
- Letje, of De weg naar het geluk، عام 1926
- Klein avontuur، عام 1928
- Offers... [Sacrifices...]، عام 1932
- Een huis in de rij [The Terraced House]، عام 1935
- Juffrouw Stolk, en andere verhalen، عام 1936
- Willem Royaards: de tooneelkunstenaar in zijn tijd، عام 1947
- Zo was het ongeveer، عام 1951